# Casablanca (Albacete)
Casablanca es una localidad española del municipio de Liétor, perteneciente a la provincia de Albacete, en la comunidad autónoma de Castilla-La Mancha.

## Historia
Hacia mediados del siglo XIX, el lugar era mencionado como un caserío de Liétor. Aparece descrito en el sexto volumen del Diccionario geográfico-estadístico-histórico de España y sus posesiones de Ultramar de Pascual Madoz de la siguiente manera:

CASA-BLANCA: cas. en la prov. de Albacete, part. jud. de Hellin, térm. jurisd. de Lietor. (V.) sit. al NO. de esta pobl. á dist. de 2 leg.
(Madoz, 1847, p. 9)

En 2022, la entidad singular de población tenía empadronados 38 habitantes y el núcleo de población 30 habitantes.